# Língua tai ya
Tai Ya (chinês: 傣雅语), também conhecida como Tai-Cung, Tai-Chung e Daiya, é uma língua Tai do sudoeste faladano sul da China. Também é falada por cerca de 5.000 a 6.000 pessoas em Chiang Rai (província), Tailândia.
Diferentemente de outras línguas Dai mais amplamente estudadas, o Tai Ya não possui uma ortografia tradicional, embora tenha uma rica tradição oral. Papers observaram que essa falta de ortografia pode comprometer a sobrevivência do Tai Ya nas gerações futuras na Tailândia, à medida que o povo Tai Ya migra para o uso da língua tailandesa Setentronal e também Central, devido à falta de literatura em Tai Ya. No entanto, foi atestado que a vitalidade do idioma como um todo (incluindo a maioria dos falantes da província de Yunnan) é alta e "provavelmente será falada pelas erações futuras